# Prințesa Amelia a Regatului Unit
Prințesa Amelia (7 august 1783 – 2 noiembrie 1810) a fost membră a familie regale britanice.

## Primii ani

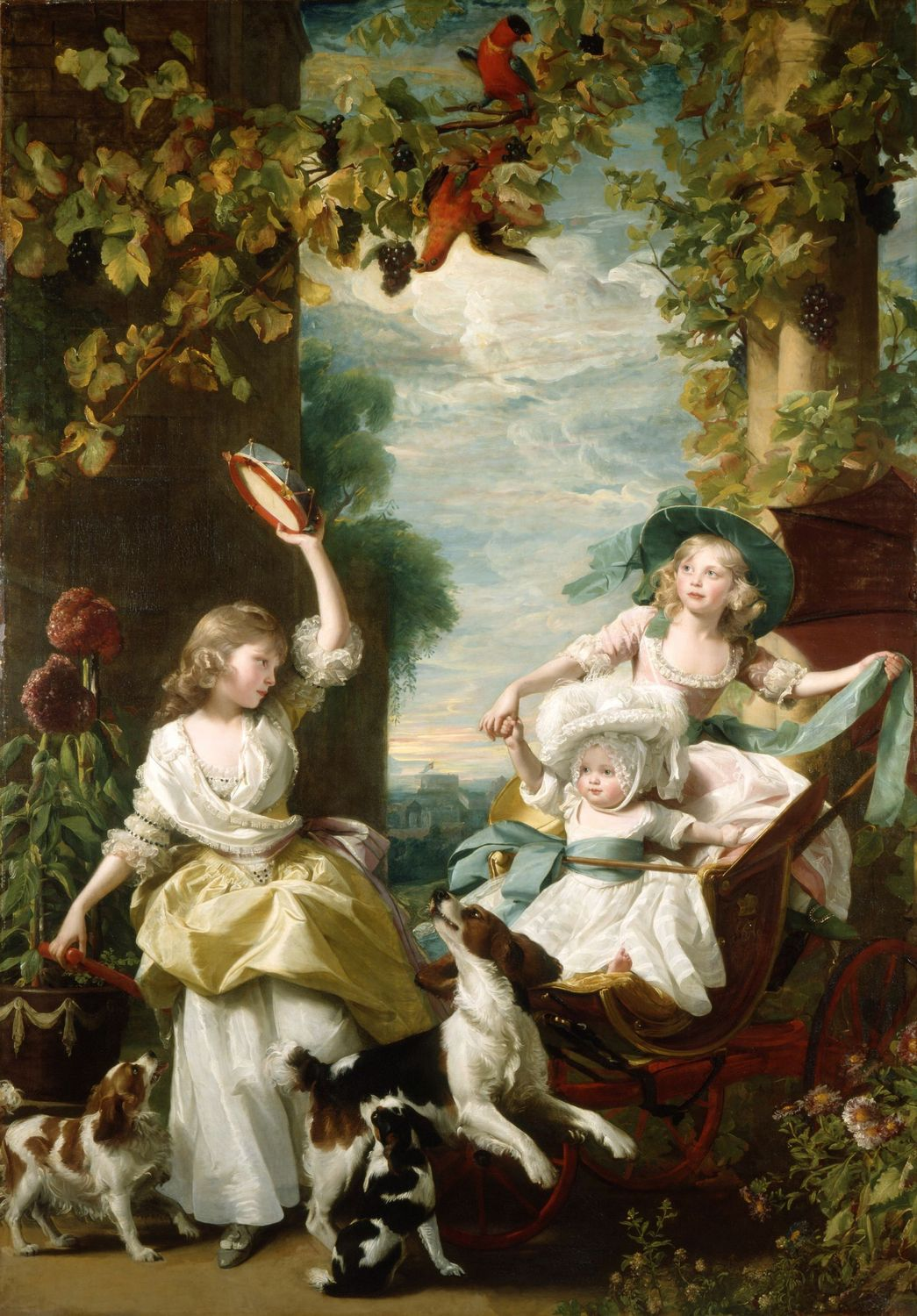
Prințesele Mary, Sofia și Amelia, pictură de John Singleton Copley, 1785.

Prințesa Amelia s-a născut la 7 august 1783, la Royal Lodge, Windsor. A fost cel mai mic copil al regelui George al III-lea al Regatului Unit și a reginei Charlotte de Mecklenburg-Strelitz din cei 15 copii.
Are reputația de a fi fost preferata tatălui ei, pe care a numit-o "Emily," și a fost singura dintre cei 15 frați ai ei care s-a născut la Windsor. S-a născut după moartea timpurie a doi frați mai mari: Prințul Octavius  și Prințul Alfred; era cu 21 de ani mai mică decât fratele cel mare, George.
Amelia a fost botezată la Palatul St James de John Moore, arhipiscop de Canterbury, la 18 septembrie 1783. Nașii ei au fost: Prințul de Wales (fratele ei cel mare), Prințesa Regală (sora ei cea mare) și Prințesa Augusta Sophia (a doua soră). 
Când Amelia avea o lună, sora sa cea mare îi scria fratelui ei William: "Mica noastră soră este, fără excepție, unul dintre cei mai frumoși copii pe care i-am văzut vreodată."
De la o vârstă fragedă, Amelia a fost conștientă de rangul ei. Când actrița Sarah Siddons și-a exprimat dorința să sărute frumosul copil, Amelia "a întins micuța mână pentru a fi sărutată, atât de devreme a învățat lecția despre regalitate." Amelia și-a petrecut timpul împreună cu surorile sale mai mari Prințesa Mary și Prințesa Sofia locuind în diferite reședințe regale. De la început, cele trei mici prințese nu au primit tot atâta atenție cât au primit surorile mai mari și au petrecut mult timp departe de rege și regină, comunicând cu ei în special prin scrisori.
Amelia avea numai cinci ani când tatăl ei a suferit primul său atac de nebunie și niciodată nu a experimentat atmosfera apropiată de familie cum s-a întâmplat cu surorile mai mari în primii ani.

## O relație necorespunzătoare
Amelia și surorile ei, Charlotte, Augusta Sophia, Elizabeth, Mary și Sophia erau supra-protejate și izolate, ceea ce a restricționat pețitorii eligibili de vârsta lor.
În 1803 Amelia s-a îndrăgostit de Charles FitzRoy, un ofițer britanic cu 21 de ani mai mare decât ea și fiu al lui Charles FitzRoy, Baron Southampton. Regina a aflat de aventură de la servitori însă a închis ochii. A sperat că această discreție va preveni ca regele să descopere legătura iar șocul să-i aducă un nou acces de boală psihică la care era din ce în ce mai predispus.
Amelia știa că nu se putea căsători legal cu FitzRoy ca urmare a prevederilor din Actul Regal de Căsătorie din 1772 adoptat de Parlament (cel puțin până la vârsta de 25 de ani avea nevoie de permisiunea Consiliului de Coroană).